# Магомедова, Зарема Абдулманаповна
Зарема Абдулманаповна Магомедова (27 июня 1961, Бабаюрт, Бабаюртовский район, Дагестанская АССР, РСФСР, СССР) — советская и российская актриса Кумыкского музыкально-драматического театра им. А.-П. Салаватова. Заслуженный артист Дагестана (1998). Народный артист Дагестана (2019). За время работы в театре ею созданы более 100 ролей.

## Театральная карьера
Родилась 27 июня 1961 года в селе Бабаюрт Бабаюртовского района Дагестанской АССР. В 1978 году после окончания школы поступает в Театральное училище им. Б. Щукина при государственном академическом театре имени Е.Вахтангова в Москве, которое окончила в 1982 году. С 1983 года работает в Кумыкском государственном театре им.А.-П.Салаватова. В 1998 году ей присвоено звание заслуженный артист Дагестана. Участница многих фестивалей искусств, среди которых: Международный фестиваль театра в Анкаре (Турция), фестиваль национальных театров Северного Кавказа «Сцена без границ» (Владикавказ), фестиваль тюрко-язычных театров в (Уфа).

## Театральные работы
- «Молла Насретдин» (Магомед Курбанов) — Зазабике
- «Бунт невест» (С. А. Хусанходжаев) — Пурманбиби
- «Эркеч Али» (Зубаил Хиясов) — Бабаци
- «Судьба» (Вагид Атаев) — Тутукуш
- «Свои люди сочтёмся» А. Островский — Аграфены Кондратьевны
- «Хюледжи» (Р. Н. Гюнтекин) — Адиля-дуду
- «Асият» (Р. Гамзатов)
- «Счастливое событие  (С. Мрожек)
- «Бэла» (М. Лермонтов)
- «Чорбар» (О. Ибрагимов)
- «Будьте осторожны, мужчины» (О. Ибрагимов)
- «Карачач» (А. П. Салаватова)
- «Мост через болота» (Б. Аджиева)
- «Кюлбай» (А. Аджиев)
- «День рождения Кота Леопольда» (Заур Алиев)
- «Милая Заза»
- «Ханума»

## Звания и награды
- Заслуженный артист Дагестана (1998);
- Народный артист Дагестана (2019)[1].

## Личная жизнь
Вышла замуж, когда училась в Щукинском училище в Москве. Супруг: Басир Насирович Магомедов — заслуженный артист России, младший сын: Эльдар Магомедов — ведущий актер театра, жена сына: Джамиля Магомедова – актриса. Старшего сына зовут Насир, дочь — Юлдуз.